# EHC Neuwied
Der EHC Neuwied – genauer Vereinsname seit 2024 Eishockey Club Neuwied e. V. – ist ein Eishockeyverein, der in der rheinland-pfälzischen Stadt Neuwied beheimatet ist. Seine Vorgängervereine hießen EHC Neuwied, SC Mittelrhein-Neuwied und VFE Neuwied. Alle Eishockeyvereine in Neuwied tragen seit 1988 den Zusatz „Bären“ oder „Die Bären“ im offiziellen Vereinsnamen. Der EHC die Bären Neuwied ging 2016 in Insolvenz, der Nachfolgeverein spielte zunächst seit der Saison 2016/17 in der Regionalliga West. Seit der Saison 2023/24 spielt man in der Central European Hockey League.
Zuvor spielten der „alte“ EHC in der zweitklassigen 1. Liga Nord beziehungsweise der 2. Bundesliga, der SC Mittelrhein-Neuwied und der EHC die Bären Neuwied in der Oberliga und der VFE Neuwied in der Regionalliga.
Seine Heimspiele trägt der EHC Neuwied im 2.108 Zuschauer fassenden „Icehouse“ aus, die Vereinsfarben sind blau, silber und weiß.

## Geschichte

### Der EHC Neuwied (1980 bis 2000)
Ende Dezember 1979 wurde der EHC Neuwied gegründet, der ab 1980 als EHC TOM Neuwied „Panther“, 1986 bis 1988 unter dem Namen EHC Neuwied „Wikinger“ und schließlich ab 1988 als EHC Neuwied „die Bären“ an der Landesliga Rheinland-Pfalz teilnahm und in die Regionalliga Süd-West aufstieg. Die Bären konnten sich jedoch erst ab der Saison 1989/1990 in der Regionalliga Mitte etablieren, wo sie in der Spielzeit 1991/92 den ersten nennenswerten Erfolg als Vizemeister hinter dem ESC „Löwen“ Frankfurt feiern konnten. In der anschließenden Oberliga-Qualifikationsrunde verpasste die Mannschaft jedoch knapp den Aufstieg, welcher schließlich in der Folgesaison mit einem Sieg im letzten Heimspiel gegen den Berliner Schlittschuhclub erreicht werden konnte.
| Saison  | Liga         | Vorrunde  | Endrunde                                   |
| ------- | ------------ | --------- | ------------------------------------------ |
| 1989/90 | RL Mitte     | 5. Platz  | 1. Platz Regionalliga-Qualifikationsrunde  |
| 1990/91 | RL Mitte     | 1. Platz  | 6. Platz Oberliga-Qualifikationsrunde      |
| 1991/92 | RL Mitte     | 2. Platz  | 2. Platz Regionalliga-Qualifikationsrunde  |
| 1992/93 | RL Nord      | 7. Platz  | 8. Platz Oberliga-Qualifikationsrunde      |
| 1993/94 | OL Nord      | 10. Platz | 3. Platz Oberliga-Qualifikationsrunde      |
| 1994/95 | 1. Liga Nord | 8. Platz  | 10. Platz                                  |
| 1995/96 | 1. Liga Nord | 3. Platz  | 6. Platz                                   |
| 1996/97 | 1. Liga Nord | 1. Platz  | Meister                                    |
| 1997/98 | 1. Liga Nord | 1. Platz  | Meister                                    |
| 1998/99 | BL           | 12. Platz | 4. Platz 2. Bundesliga-Qualifikationsrunde |
| 1999/00 | 2. BL        | 4. Platz  | Verein in Insolvenz                        |

In der Saison 1993/94 spielte der Verein zunächst in der Oberliga, ehe er ein Jahr später, bedingt durch eine Reform im deutschen Eishockey und der damit verbundenen Gründung der Deutschen Eishockey Liga, in der neuen zweitklassigen 1. Liga Nord antreten durfte.
Die Saison 1995/96 beendete die Mannschaft auf Platz drei der 1. Liga Nord, musste sich allerdings im Play-off-Vergleich mit dem EC Bad Tölz aus der als stärker geltenden 1. Liga Süd geschlagen geben. Zur Saison 1996/97 wurde die Mannschaft auf vielen Positionen verstärkt, was ihr zunächst in der Vorrunde 21 Siege aus 26 Spielen einbrachte. In der Meisterrunde gewannen die Bären 15 aus 18 Spielen und somit den Meistertitel der 1. Liga Nord. Die anschließenden Play-offs im Vergleich mit den Vereinen aus der den offiziellen Namen „Hacker-Pschorr-Liga“ tragenden 1. Liga Süd entschied der EHC Neuwied ebenfalls für sich und war somit Meister der 1. Liga. Im Anschluss daran spielte Neuwied gegen die Ratinger Löwen, den Letztplatzierten der Deutschen Eishockey Liga, in zwei Relegationsspielen um den Einzug in die höchste deutsche Spielklasse. Neuwied verlor beide Spiele zum Teil deutlich, zumal der Verein vor allem aus wirtschaftlichen Gründen ohnehin keine ernsthaften Aufstiegsambitionen hegte. Außerdem gewann die Mannschaft 1997 den DEB-Ligapokal, ein dem heutigen DEB-Pokal ähnliches Turnier, welches jedoch ohne die Teilnahme von DEL-Mannschaften ausgetragen wurde. In der Spielzeit 1997/98 verteidigte der EHC trotz eines schwachen Saisonstarts den Meistertitel in der 1. Liga Nord. In der anschließenden Meisterrunde trafen die besten acht Mannschaften aus der Nord- und Südgruppe aufeinander, welche die Neuwieder auf dem vierten Platz beendeten, was zugleich ein Heimrecht für die folgende Play-off-Runde bedeutete. Dort erreichten die Bären wie im Vorjahr das Finale, in dem sie sich mit dem EC Bad Nauheim messen mussten. Nachdem der EHC sein Heimspiel in der Best-of-Three-Serie gewonnen hatte, benötigte die Mannschaft zur Titelverteidigung einen Sieg im Auswärtsspiel in Bad Nauheim. Nach Ende der regulären Spielzeit stand es dort 5:5. Nachdem dieses Ergebnis nach der Verlängerung weiterhin Bestand hatte, entschied sich die Meisterschaft erst im Penaltyschießen zugunsten der Neuwieder Bären.
Zur Saison 1998/99 wurde die 1. Liga in Bundesliga umbenannt, der EHC verstärkte sich währenddessen mit einigen DEL-erfahrenen Spielern. Nach den Titelgewinnen der Vorjahre war die Erwartungshaltung hoch, ein schlechter Saisonstart und erhebliches Verletzungspech sorgten jedoch dafür, dass sich die Mannschaft nach der Vorrunde in der Abstiegsrunde wiederfand. Nach Streitigkeiten mit der lokalen Presse kündigte der Vereinspräsident Ende Januar seinen Rücktritt an, was im Mannschaftsumfeld zusätzlich für Unruhe sorgte. Letzten Endes schafften die Bären aber dennoch knapp den Klassenerhalt.
Nach der für den Verein unbefriedigenden Vorsaison sollte der EHC Neuwied in der Saison 1999/00 vor einem sportlichen Neuanfang stehen. Die Mannschaft wurde grundlegend verändert und durch neue Spieler ersetzt. Von der Vorjahresmannschaft blieben lediglich sieben Spieler bei den Bären, der abgewanderte Trainer Ľubomír Pokovič wurde zudem durch Petteri Lehmussaari ersetzt. Sportlich startete der EHC diesmal gut in die Saison, bereits im November wurde jedoch erstmals bekannt, dass sich der Verein in finanziellen Schwierigkeiten befand. Trotz einer großen Spendenaktion und einer Siegesserie der Mannschaft, die sich bis Januar ständig unter den ersten vier der Tabelle befand, musste der EHC Neuwied am 3. Januar Insolvenz anmelden.

### SC Mittelrhein-Neuwied (2000 bis 2006)
| Saison  | Liga        | Vorrunde | Endrunde                              |
| ------- | ----------- | -------- | ------------------------------------- |
| 2000/01 | RL NRW      | 4. Platz | 1. Platz Oberliga-Qualifikationsrunde |
| 2001/02 | OL          | 7. Platz | Viertelfinale                         |
| 2002/03 | OL Nord-Ost | 4. Platz | Viertelfinale                         |
| 2003/04 | OL Süd      | 5. Platz | 9. Platz                              |
| 2004/05 | OL Nord-Ost | 4. Platz | Viertelfinale                         |
| 2005/06 | OL          | 8. Platz | 10. Platz                             |

Zwei Wochen nachdem der EHC die Eröffnung des Insolvenzverfahrens beantragt hatte, wurde der SC Mittelrhein (kurz SCM) gegründet, dessen offizieller Vereinsname im Sommer 2001 um den Zusatz Neuwied erweitert wurde. Der SCM übernahm den Spielbetrieb der 2. Mannschaft des EHC Neuwied und trat in seiner ersten Saison in der Regionalliga Rheinland-Pfalz/Hessen an. Dort wurde Neuwied auf Anhieb Meister und erreichte damit die Qualifikationsrunde für den Aufstieg in die Oberliga Nord. Parallel erfolgte die Teilnahme an der Regionalliga NRW als Gastmannschaft, da die geringe Anzahl von Mannschaften in Rheinland-Pfalz/Hessen keinen geregelten Spielbetrieb ermöglicht hätte. Die Aufstiegsrunde wurde ohne Verlustpunkte beendet und der Aufstieg in die Oberliga gesichert.
In seiner fünfjährigen Oberligazugehörigkeit konnte der SCM dreimal die Playoffs erreichen, in denen er jeweils im Viertelfinale ausschied. 2001/02 scheiterten die Bären in fünf Spielen am späteren Vizemeister ESV Kaufbeuren. Ein Jahr später unterlag der SCM erneut gegen den späteren Vizemeister, den Dresdner Eislöwen in drei Spielen, ehe der Verein in der Saison 2004/05 in vier Spielen gegen die Blue Lions Leipzig ausschied.
Die Oberligamannschaft konnte sich über die Qualifikation für die Meisterschaftsrunde, wo die Teilnahme an den Playoffs mit Platz zehn verpasst wurde, sportlich für die Oberliga 2006/07 qualifizieren und hätte an dieser teilnehmen können.
Jedoch konnte der Verein nicht mit einem Stadionnutzungsvertrag aufwarten, was eine Bedingung für die Lizenzverlängerung war.
Die Hoffnungen auf die Realisierung eines vorgelegten Konzepts zum Kauf des Eisstadions durch die AWO wurden Anfang Juni 2006 zerschlagen, als in Neuwied eine der Voraussetzungen zur Finanzierung des Konzeptes im dortigen Stadtrat abgelehnt wurde.
Die Grundlage für die dem Verein zugesagten finanziellen Unterstützungen war damit nicht erfüllt, so dass als Konsequenz der Vorstand des Vereins am 12. Juni 2006 Insolvenzantrag gestellt und danach von seinen Ämtern zurückgetreten ist.

### VFE Neuwied (2006/07)
| Saison  | Liga      | Vorrunde | Endrunde |
| ------- | --------- | -------- | -------- |
| 2006/07 | RL Hessen | 4. Platz | 2. Platz |

Durch den Rücktritt des Vorstandes und den Insolvenzantrag nahm keine Mannschaft für den SCM in der Saison 2006/07 am Spielbetrieb teil. Dafür wurde der Nachwuchs und die 2. Seniorenmannschaft des SCM vom VFE Neuwied, dem Verein zur Förderung der Eishockeyjugend Neuwied e. V., als dessen erste Seniorenmannschaft zum Spielbetrieb für die Saison 2006/07 gemeldet. In der viertklassigen Regionalliga Hessen erreichte die Seniorenmannschaft den vierten Platz in der Vorrunde und den zweiten Platz nach der Qualifikationsrunde zur Regionalliga Hessen.

### Der EHC Die Bären Neuwied (2007–2016)
Am 1. April 2007 übernahm der neugegründete EHC Neuwied planmäßig die Mannschaften des VFE, der in seiner ursprünglichen Funktion als Förderverein weiter tätig ist.
Einmaliges Kuriosum in der Neuwieder Eishockeyhistorie ist die Tatsache, dass die 2. Mannschaft zwei Spielzeiten lang höherklassiges Eishockey spielte als die Seniorenmannschaft. Dieses lag daran, dass die Seniorenmannschaft des EHC normalerweise den Spielbetrieb des VFE Neuwied in der Regionalliga Hessen fortgeführt hätte. Da sich die Vereinsführung des wiedergegründeten EHC aus sportlichen Gründen allerdings dazu entschlossen hatte, den Spielbetrieb der Seniorenmannschaft im Landeseissportverband Nordrhein-Westfalen statt wie bisher Hessen durchzuführen, übernahm die 2. Mannschaft des EHC den freien Platz in der Regionalliga Hessen, während die Seniorenmannschaft in die sechstklassige Landesliga NRW eingeteilt wurde.
| Saison  | Liga    | Vorrunde  | Endrunde                                  |
| ------- | ------- | --------- | ----------------------------------------- |
| 2007/08 | LL NRW  | 1. Platz  | 1. Platz Verbandsliga-Qualifikationsrunde |
| 2008/09 | VL NRW  | 1. Platz  | 5. Platz Regionalliga-Qualifikationsrunde |
| 2009/10 | RL NRW  | 11. Platz | 2. Platz Regionalliga-Qualifikationsrunde |
| 2010/11 | RL West | 5. Platz  | Play-downs                                |
| 2011/12 | RL West | 2. Platz  | 3. Platz Oberliga West-Aufstiegsrunde     |
| 2012/13 | OL West | 12. Platz | 8. Platz Oberliga West Pokal              |
| 2013/14 | RL West | 1. Platz  | 3. Platz Oberliga West Pokal              |
| 2014/15 | OL West | 2. Platz  | 5. Platz Finalrunde Oberliga West und Ost |
| 2015/16 | OL Nord | 6. Platz  | Viertelfinale                             |

In der Landesliga NRW Gruppe A erreichte der EHC in seiner ersten Saison nach zehn Spieltagen mit neun Siegen bei einer Niederlage den ersten Platz. Somit spielte die Mannschaft in der anschließenden Qualifikationsrunde zur Verbandsliga NRW 2008/2009 und belegte dort mit neun Siegen und lediglich einer Niederlage ebenfalls den ersten Platz, woraufhin die Bären in die Verbandsliga aufstiegen. Die beiden Erstplatzierten der zwei Verbandsligaqualifikationsrunden, Neuwied und Herford, spielten abschließend in einem Hin- und Rückspiel den Sieger des Verbandsligapokals aus. Dabei gewann der EHC Neuwied den Verbandsligapokal gegen den Herforder EV und wurde anschließend durch den Rückspielsieg gegen den EHC Zweibrücken zudem Rheinland-Pfalz-Pokalsieger. In der Verbandsliga-Saison 2008 belegte der EHC Neuwied mit 36 Punkten den ersten Tabellenplatz und wurde Meister der NRW Verbandsliga. Die Bären mussten in 14 Spielen lediglich zwei Niederlagen hinnehmen und spielten seit Januar 2009 in der Regionalliga-Qualifikationsrunde, dem Regionalliga-Pokal NRW. Im März 2009 schaffte die Mannschaft drei Spieltage vor Saisonende den zweiten Aufstieg in Folge und spielten fortan in der Regionalliga NRW. Zudem gewann die 2. Mannschaft am gleichen Wochenende die Meisterschaft in der Regionalliga Rheinland-Pfalz. Nach Beendigung der Vorrunde belegten die Deichstädter den 11. Platz und spielten in der Folge als Tabellenvorletzter in der Endrunde erneut im Regionalliga-Pokal NRW, welchen sie auf dem 2. Tabellenplatz beendeten, was gleichzeitig den Verbleib in der Regionalliga West für die Saison 2010/11 bedeutete.
Im Mai 2010 erhielt der Verein das Angebot, in der Saison 2010/11 in der reformierten Oberliga West anzutreten, erteilte dem aber aus finanziellen Gründen eine Absage. Sportlich lief die Saison 2010/11 nicht sehr erfolgreich für die Bären, die nach der Hauptrunde den fünften von sieben Plätzen belegten und den Klassenerhalt erst in der zweiten Play-down-Runde gegen die 2. Mannschaft des Iserlohner EC sichern konnten, nachdem sie in der ersten Runde am RSC Darmstadt scheiterten.
Zur Saison 2011/12 verpflichtete man mit Bernd Arnold einen neuen Trainer. Aus Troisdorf gekommen, brachte er insgesamt sieben Spieler mit nach Neuwied. Man erreichte nach dem zweiten Platz in der Hauptrunde der Regionalliga West in der Aufstiegsrunde zur Oberliga West den dritten Tabellenplatz hinter den Preussen Krefeld und den Moskitos Essen. Damit stieg der EHC Neuwied zum dritten Mal nach 1993 und 2001 in die Oberliga auf. Außerdem gewann das Team nach 2008 zum zweiten Mal in der Vereinsgeschichte den Rheinland-Pfalz-Pokal, nachdem man im Halbfinale die Mainzer Wölfe zweimal klar schlug und sich im Finale auch gegen den EHC Zweibrücken durchsetzen konnte.
Die Oberliga Saison 2012/2013 verlief dagegen ernüchternd für den EHC. Zu keiner Zeit war die Mannschaft konkurrenzfähig und man fand sich die gesamte Saison im Tabellenkeller wieder. Auch im Oberliga West Pokal 2012/2013 konnte die Mannschaft nicht überzeugen und so stand am Ende der Saison der Abstieg in die Regionalliga. Einziger positiver Aspekt war die erfolgreiche Verteidigung des Rheinland-Pfalz-Pokals gegen den Finalgegner Mainzer Wölfe.
Nach einem souveränen Wiederaufstieg, inklusive Regionalliga-Meisterschaft, Oberliga-Pokal-Halbfinalteilnahme und dem dritten Erfolg im RLP-Pokal in Folge, stellte man den Kader für die zweite Oberligasaison der Vereinsgeschichte qualitativ deutlich besser zusammen, als es noch zwei Jahre zuvor der Fall war. Durch eine Mischung von erfahrenen Neuzugängen wie Artur Tegkaev und Michel Maaßen, aber auch jungen Spielern, gelang überraschend die Vizemeisterschaft in der Oberliga West. Der US-amerikanische Kontingentspieler Josh Myers wurde dabei vom Fachblatt Eishockey News zum „Spieler der Saison“ ausgezeichnet. Nach einem Mittelfeldplatz in der Verzahnungsrunde mit der Oberliga Ost, beendete man die Saison mit dem erneuten Pokalsieg in Rheinland-Pfalz. In der Saison 2015/2016 belegte der EHC Neuwied den 6. Platz in der neu gegründeten Oberliga Nord. Dort spielte man unter anderem gegen den deutschen Meister von 2010, die Hannover Scorpions. Die Heimspiele des EHC Neuwied entwickeln sich immer mehr zu einem Zuschauermagneten. Durchschnittlich weit über 1000 Zuschauer kamen in der Saison 2015/2016 zu den Heimspielen. Nach der ersten Play-off-Runde war für den EHC die Saison beendet. Dort unterlag man den Hannover Indians in 3 Spielen.
Am 21. Juni 2016 stellte der EHC die Bären Neuwied e. V. beim Amtsgericht Neuwied unter dem Aktenzeichen 21 IN 84/16 den Antrag auf ein Insolvenzverfahren. Der Schuldenstand des Vereins soll bei 100.000 EUR liegen, davon sollen Rechnungen in Höhe 25.000 EUR beim Hallenbetreiber offen sein.

### Eishockey Club Neuwied (seit 2016)
| Saison  | Liga        | Vorrunde | Endrunde      |
| ------- | ----------- | -------- | ------------- |
| 2016/17 | RL West     | 2. Platz | Viertelfinale |
| 2017/18 | RL West     | 3. Platz | Halbfinale    |
| 2018/19 | RL West     | 3. Platz | Halbfinale    |
| 2019/20 | RL West     | 4. Platz | Finale        |
| 2020/21 | RL West     | −        | −             |
| 2021/22 | RL West     | 3. Platz | Finale        |
| 2022/23 | RL West     | 2. Platz | Meister       |
| 2023/24 | BeNe-League | 4. Platz | Finale        |
| 2024/25 | CEHL        | 1. Platz | Meister       |

Bereits Anfang Juli 2016 stellte sich der Vorstand des neuen Vereins EHC Die Bären 2016 vor. In der ersten Saison des neuen Vereins startete man in der viertklassigen Regionalliga und schied dort nach einem zweiten Platz in der Haupt- sowie Meisterrunde im Viertelfinale gegen den Herforder EV aus. Ähnlich erfolgreich liefen auch die Hauptrunden der Saisons 2017/18 und Eishockey-Regionalliga 2018/19, deren Verläufe mit dem Halbfinale gekrönt wurden. In beiden Spielzeiten schied man aber auch dort gegen den Herforder EV aus.
In der nachfolgenden Saison erreichte der EHC unter Trainer Leos Sulak, der bereits in der Saison 2005/06 Trainer des SC Mittelrhein-Neuwied war, nach Siegen gegen die Dinslaken Kobras im Viertelfinale und den Herfords EV das Finale der Regionalliga West. Gegner sollte die EG Diez-Limburg sein, bevor die Saison aufgrund der COVID-19-Pandemie am Tag des ersten Spiels am 13. März 2020 abgebrochen wurde. Zweitgleich zu der Saison spielte der EHC den Inter Regio Cup der Bene-League. Hier trat der EHC als Gewinner hervor. Die anschließende Saison 2020/21 wurde aufgrund der Pandemie komplett abgesagt.
Nach dem ersten Jahr ohne sportlichen Wettbewerb seit Gründung des Eishockeysports in Neuwied erreichte man in der Saison 2021/22 erneut das Finale und unterlag dort dem EV Duisburg. Im dritten Anlauf gelang in der Saison 2022/23 der Gewinn der Meisterschaft in der Regionalliga West, nachdem man die Ratinger Ice Aliens mit 3:0 in der entscheidenden Play-off-Serie bezwingen konnte.
Nach der Saison 2022/23 wurde der EHC zusammen mit dem EG Diez-Limburg aus der Regionalliga West ausgeschlossen, da dort fortan nur noch Vereine aus Nordrhein-Westfalen spielen sollten. Aus der Regionalliga West wurde die Regionalliga NRW.
Aus diesem Grund musste sich der EHC und der EG Diez Limburg nach einer neuen sportlichen Heimat umsehen. Da im deutschen Raum keine geeignete Liga gefunden werden konnte, entschieden sich beide Vereine in der Saison 2023/24 die belgische und niederländische BeNe-League einzutreten. Dort verlor der EHC, im Finale der Play-Off-Serie, gegen die Liege Bulldogs. In der Saison 2024/25 wurde die BeNe-League in die Central European Hockey League (CEHL) umbenannt. Auch der Verein änderte im Juli 2024 seinen Namen von Eishockey Club Die Bären 2016 zu Eishockey Club Neuwied. Der EHC konnte sich in dieser Saison durchsetzen und gewann das Finale gegen die Eaters Limburg aus den Niederlanden.
Für die Saison 2025/26 kam es bereits zu Gerüchten, dass der EHC in der Oberliga aufsteigen wird. Durch den Verein wurde dies jedoch verneint. Es sei zwar zu Gesprächen gekommen, die nächste Saison wird aber weiterhin in der CEHL gespielt.

## Weitere Mannschaften
Neben der 1. Mannschaft gibt es beim EHC Neuwied auch noch die 2. Mannschaft, die in der Regionalliga Rheinland-Pfalz antritt.
Zwischen 1991 und 2006 gab es in Neuwied zudem eine Frauenmannschaft namens EHC Neuwied „Hühner“, beziehungsweise SC Mittelrhein-Neuwied „Hühner“.

### Bedeutende frühere Mannschaften

#### Meistermannschaft der 1. Liga 1996/97
Vor der Spielzeit 1996/97 vermeldete der EHC Neuwied zehn Neuzugänge. In der Saison verließen Christian von Trzcinski, Jan Tábor und René Naroska die Mannschaft, während Christian Seeberger von den Kaufbeurer Adlern, Branislav Heisig von den Kassel Huskies und Jędrzej Kasperczyk vom ESC Wedemark neu verpflichtet wurden.
| Position      | Name |
| Tor:          | Mariusz Cissewski, Fabian Dahlem, Andreas Rübin |
| Verteidigung: | Juri Stumpf, Sergejs Čudinovs, Christian Seeberger, Ladislav Strompf, Andreas Halfmann, Tero Aaltonen, Marco Heinrichs                                                                                            |
| Sturm:        | Dean Fedorchuk, Philip Huber, Jędrzej Kasperczyk, Branislav Heisig, Petri Kujala, Peter Kraus, Peter Juchem, Mario Naster (C), Jens Hergt, Jari Multanen, Ralf Dobrzynski, Franz-Xaver Ibelherr, Daniel Del Monte |
| Trainer:      | Ľubomír Pokovič |

(C) = Mannschaftskapitän

#### Meistermannschaft der 1. Liga 1997/98
In der Saison 1997/98 standen 13 Spieler der Vorsaison im Kader der Bären. Ohne weiteren Einsatz blieb Branislav Heisig, der im Herbst 1997 bei einem Verkehrsunfall ums Leben kam. Zu Saisonbeginn verstärkten neun neue Spieler die Mannschaft, während die Verteidiger Nilsson und Noob erst in der laufenden Spielzeit nach Neuwied wechselten.
| Position      | Name |
| Tor:          | Mariusz Cissewski, Marc Gronau |
| Verteidigung: | Juri Stumpf, Jukka Ollila, Ladislav Strompf, Andreas Halfmann, Marco Heinrichs, Christian Seeberger, Niko Tittus, Mike Muller, Matz Nilsson, John Noob                    |
| Sturm:        | Dean Fedorchuk, Philip Huber, Sylvain Beauchamp, Peter Juchem, Mario Naster (C), Markus Oijennus, Ralf Dobrzynski, Daniel Walther, Jens Hergt, Jim Hoffmann, Brian Hannon |
| Trainer:      | Ľubomír Pokovič |

(C) = Mannschaftskapitän

## Spieler
| Jahr      | Name              |
| --------- | ----------------- |
| 1993–1994 | Werner Kühn       |
| 1994–1995 | Jürgen Trattner   |
| 1995–1999 | Mario Naster      |
| 1999–2000 | Ladislav Strompf  |
| 2000–2003 | Mario Naster      |
| 2003–2004 | Ladislav Strompf  |
| 2004–2009 | Jens Hergt        |
| 2009–2010 | Tim Grundl        |
| 2010–2011 | Robin Lehmann     |
| 2011      | Andreas Halfmann  |
| 2011–2012 | Stephan Petry     |
| 2012–2014 | Wilhelm Hamann    |
| 2014–2016 | Brian Gibbons     |
| 2016–2021 | Stephan Fröhlich  |
| 2021–2022 | Christian Neumann |
| seit 2022 | Jeffrey Smith     |

### Mannschaftskapitäne (seit 1993)
Werner Kühn spielte elf Jahre in der Eishockey-Bundesliga für den Kölner EC, bevor er für die Saison 1993/94 zum EHC Neuwied wechselte, wo er das Amt des Mannschaftskapitäns übernahm. In der folgenden Saison wurde Jürgen Trattner der neue Mannschaftskapitän der Bären. Trattner spielte während seiner Karriere unter anderem für die Starbulls Rosenheim in der Eishockey-Bundesliga und für die Hannover Scorpions in der Deutschen Eishockey Liga. Mit Unterbrechung in der Saison 1999/2000 war Mario Naster zwischen 1995 und 2003 der Mannschaftskapitän der Neuwieder Bären. Der Angreifer war mit acht Jahren am längsten Mannschaftskapitän in Neuwied. Bis zum Ende seiner aktiven Laufbahn trug er in Neuwied das „C“ auf seinem Trikot, was er lediglich in einer Saison an Ladislav Strompf abtreten musste. Der Bundesliga- und DEL-erfahrene Strompf war bereits 1999/2000 Mannschaftskapitän des EHC Neuwied und übernahm dieses Amt nach dem Karriereende Nasters für die Saison 2003/04 beim SC Mittelrhein-Neuwied.
Danach wurde Jens Hergt Kapitän des SC Mittelrhein-Neuwied, der dieses Amt ebenso beim VFE Neuwied und dem „neuen“ EHC Neuwied fortführte. Jens Hergt spielte seit der Saison 1994/95 ununterbrochen für die 1. Mannschaft der Neuwieder Bären und war somit nicht nur der dienstälteste Neuwieder Spieler, sondern gleichzeitig der einzige Spieler, der für alle vier Neuwieder Eishockeyvereine auf dem Eis stand. Nach der Saison 2008/09 beendete Hergt seine aktive Laufbahn und Tim Grundl folgte ihm als Mannschaftskapitän. Nach einer Spielzeit folgte ihm Robin Lehmann, der bis zu seinem Ausscheiden aus der Mannschaft im Februar 2011 Mannschaftsführer blieb. Bis zum Saisonende war daraufhin der gebürtige Neuwieder, Andreas Halfmann neuer Spielführer bei den Bären. In der Saison 2011/12 war Stephan Petry der Mannschaftskapitän.

### Gesperrte Trikotnummern
Bislang wurden die Rückennummern von drei Spielern aufgrund ihrer Verdienste für den Verein „gesperrt“, das heißt, sie werden nicht mehr an aktive Spieler vergeben. Zur Erinnerung an die Ausgezeichneten wurden die Trikots im Eisstadion aufgehängt. Davon hat der „neue“ EHC Neuwied eine Trikotnummer, jene von Jens Hergt, gesperrt. Die von den Vorgängervereinen gesperrten Nummern werden ab der Saison 2014/15 auch vom neuen Verein nicht mehr vergeben.
(Teamzugehörigkeit und Position in Klammern)
| - Marek Gołąbek – #16 (Sturm) Die Trikotnummer von Marek Gołąbek wurde ihm zu Ehren bereits vom „alten“ EHC Neuwied gesperrt. Ende der 80er und Anfang der 90er Jahre war Gołąbek maßgeblich an den Erfolgen des EHC Neuwied beteiligt. Er spielte von 1989 bis 1996 für den alten EHC und in der Saison 2000/01 für den SC Mittelrhein. | - Mario Naster – #22 (1995–2003, Sturm) Zu Ehren des langjährigen EHC- und SCM-Mannschaftskapitäns Mario Naster sperrte der SC Mittelrhein-Neuwied dessen Trikotnummer 22. Bis zu seinem Karriereende spielte der ehemalige Nationalspieler neun Jahre im Trikot der Neuwieder Bären, acht Jahre davon als Mannschaftskapitän. | - Jens Hergt – #24 (1994–2009, 2011–2016, Sturm) Jens Hergt war langjähriger Spieler im Trikot der Neuwieder Bären. In der Saison 1994/95 kam er zum EHC Neuwied in die 1. Liga-Nord. Seitdem spielte Hergt bis zum Ende seiner Laufbahn ununterbrochen für die Neuwieder Bären, wo er zwischen 2004 und 2009 Mannschaftskapitän war. Ein Kuriosum ist, dass Hergt seit seinem Comeback zur Saison 2011/12 nicht mehr mit der 24 auflaufen kann, da diese ja gesperrt ist. Er ist der einzige Spieler, der für alle Neuwieder Eishockeyvereine aktiv war. |
| - Andreas Halfmann – #71 (1989–1999/2000–2002/2007–2014, Verteidigung) Andreas Halfmann, 1971 in Neuwied geboren, begann seine Karriere bereits im Kindesalter im Nachwuchs des EHC. Ab der Saison 1989/90 ging er dann für die erste Mannschaft auf das Eis und spielte dort zehn Saisons am Stück, ehe er nach einem kurzen Gastspiel in Bergisch Gladbach für den Neuanfang des SCM wieder nach Neuwied zurückkehrte und zwei Saisons das blau-orange Trikot trug. Weitere sieben Spielzeiten verbrachte Halfmann von 2007 bis 2014 in Neuwied, damit hat er so lange wie niemand anderes das Trikot eines Neuwieder Eishockeyverein getragen, wie er. | - Arno Lörsch – #5 (1988–1993, Verteidigung) Arno Lörsch wechselte in der Saison 1988/89 in die Deichstadt und trug das Trikot mit der Nummer 5 fünf Spielzeiten für die Bären. Nach der Saison 1992/1993 beendete er seine aktive Eishockeykarriere und fungierte in der folgenden Saison als Co-Trainer. Seit der Gründung des SC Mittelrhein im Jahr 2000 ist er bis heute als Trainer in Neuwied tätig. Zuerst als Trainer der 2. Mannschaft, ab 2006 bis 2009 dann der ersten Mannschaft des VFE bzw. EHC. Nach drei Spielzeiten, in denen er wieder Coach des 1b-Teams war, ist er seit 2012 erneut verantwortlich für die erste Mannschaft. | - Daniel Walther – #28 (1993–1996/1997–1999/2000–2002/2007–2011, Sturm) Daniel Walther wechselte zur Saison 1993/94 nach Neuwied und lief, bis auf die Saison 1996/97, bis 1999 für die Bären auf und gewann 1998 mit dem EHC die Meisterschaft der 1. Liga. Nach einem Jahr in Bergisch Gladbach, kehrte er zur Spielzeit 2000/01 zum neugegründeten SC Mittelrhein nach Neuwied zurück. Nachdem er mit dem SCM den Aufstieg in die Oberliga erreichte, spielte er noch eine Saison für die Bären, bevor er für die nächsten fünf Jahre für den EC Siegerland auflief. Während der ersten Spielzeit des „neuen“ EHC Neuwied, wechselte er wieder zu den Bären. Er spielte vier Jahre für den EHC und wechselte dann für eine Saison zum EHC Netphen. Aktuell ist er Jugendtrainer beim EHC Neuwied und spielt für die 2. Mannschaft. |

### Weitere bedeutende Spieler
(Teamzugehörigkeit und Position in Klammern)
| - Mariusz Cissewski (1994–1999, Tor) Zur Saison 1994/95 kam Cissewski von dem Kölner EC nach Neuwied, wo er sich zu einem der besten Torhüter der 1. Liga entwickelte. Cissewski trug maßgeblich zu den zwei Meisterschaftsgewinnen und dem Ligapokalsieg bei. Nach seiner Zeit in Neuwied spielte er noch in der Oberliga für die Hamburg Crocodiles und die Dresdner Eislöwen. | - Sinuhe Wallinheimo (1999–2000, Tor) Der EHC Neuwied war in der Saison 1999/2000 Wallinheimos erste Station in Deutschland. Aufgrund seiner überzeugenden Leistungen fand er nach der Insolvenz des EHC mit den Revierlöwen Oberhausen aus der DEL einen neuen Verein. 2003 und 2004 wurde er in der Elitserien mit dem Färjestad BK Vizemeister, 2009 mit JYP Jyväskylä Meister der SM-liiga. | - Andrei Teljukin (1999–2000, Verteidigung) Teljukin spielte in der Saison 1999/2000 für die Neuwieder Bären und in der Folgezeit von 2001 bis 2008 in der Deutschen Eishockey Liga für die Revierlöwen Oberhausen, die Kassel Huskies, die Hannover Scorpions und die Füchse Duisburg. | - Sebastian Osterloh (2001–2003, Verteidigung) Der Nationalspieler stand von 2001 bis 2003 im Kader des SC Mittelrhein-Neuwied. Zuvor spielte er zwei Jahre bei Mannschaften der Kölner Junghaie unter anderem in der DNL. |
| - Andreas Halfmann (1989–1999, 2000–2002, seit 2007, Verteidigung) Halfmann spielte seit der Saison 1989/90 für die Bären in der Regionalliga-Mitte und ging für den EHC Neuwied bis zur Saison 1998/99 aufs Eis. Nach einer Saison beim ESV Bergisch Gladbach kehrte Halfmann nach Neuwied zurück, um für den neugegründeten SC Mittelrhein zu spielen. Nach zwei Jahren wechselte er zum EC Siegerland in die Verbandsliga NRW. Seit 2007 steht er wieder für den „neuen“ EHC Neuwied auf dem Eis. | - Alexander Andrijewski (1999/2000, Sturm) Der Belarusse spielte einmal in den Reihen der Chicago Blackhawks in der National Hockey League. 1991 wurde Andrijewski Sowjetischer Meister mit dem HK Dynamo Moskau und in der Folgesaison gewann er mit dem Verein die russische Meisterschaft. In der Belarussischen Nationalmannschaft spielte Andrijewski von 1995 bis 2002.                   | - Tyson Mulock (2004–2005, Sturm) In Deutschland ging der Angreifer erstmals in der Saison 2004/05 für den SC Mittelrhein-Neuwied aufs Eis und steht aktuell im Kader der Eisbären Berlin aus der Deutschen Eishockey Liga. Mit den Eisbären gewann er 2008, 2009, 2011 und 2012 die deutsche Meisterschaft sowie 2008 den DEB-Pokal. Mulock war Topscorer der Oberliga 2005/06 und der 2. Bundesliga 2006/07. | - Ladislav Strompf (1996–2000, 2003–2006, Verteidiger) Von 1996 bis 2000 spielte Strompf bei dem EHC Neuwied in der 1. Liga Nord und von 2003 bis 2006 für den SC Mittelrhein Neuwied in der Oberliga. Ab der Saison 2003/04 hatte er das Amt als Mannschaftskapitän inne, welches er bereits in der letzten Saison des Vorgängervereines EHC Neuwied bekleidet hatte. |
| - Dean Fedorchuk (1995–1999, Sturm) Zur Saison 1995/96 kam Fedorchuk nach Deutschland, um für den EHC Neuwied in der 1. Liga zu spielen. Weitere Stationen in der 2. Bundesliga waren die Heilbronner Falken und der SC Bietigheim-Bissingen. | - Philip Huber (1996–1998, Sturm) Huber kam 1996 nach Deutschland und gewann mit dem EHC zwei Meisterschaften in der 1. Liga und den DEB Ligapokal 1997. Zur Saison 1998/99 wechselte Huber in die DEL und spielte dort für die Revierlöwen Oberhausen, die München Barons mit denen er 1999/2000 Deutscher Meister wurde, und für die Krefeld Pinguine.                                        | - Radek Vít (1998–2000, Sturm) Radek Vít spielte ab der Saison 1998/99 1½ Jahre für die Neuwieder Bären. Nach der Insolvenz des EHC Neuwied wechselte er innerhalb der Liga zu den Heilbronner Falken. | - Daniel Del Monte (1996/97, Sturm) Del Monte spielte seit 1996 in Deutschland, wo der EHC Neuwied seine erste Station war. Mit dem Verein gewann er die Meisterschaft der 1. Liga und den DEB Ligapokal. |
| - Ľubomír Pokovič (1995–1999, Trainer) Zweifacher Meistertrainer beim EHC Neuwied und späterer Co-Trainer der slowakischen Nationalmannschaft. | | | |

### Vereinsinterne Rekorde
| Rekordspieler | Rekordspieler    | Rekordspieler |
| Platz         | Spieler          | Spiele        |
| ------------- | ---------------- | ------------- |
| 1.            | Jens Hergt       | 716           |
| 2.            | Andreas Halfmann | 479           |
| 3.            | Mario Naster     | 366           |
| 4.            | Ralf Stärk       | 336           |
| 5.            | Ladislav Strompf | 324           |

| Top-Scorer | Top-Scorer     | Top-Scorer    |
| Platz      | Spieler        | Punkte (T/A)  |
| ---------- | -------------- | ------------- |
| 1.         | Jens Hergt     | 419 (179/240) |
| 2.         | Ralf Stärk     | 351 (151/200) |
| 3.         | Mario Naster   | 341 (120/221) |
| 4.         | Dean Fedorchuk | 328 (166/162) |
| 5.         | Stephan Petry  | 326 (175/151) |

| Top-Torschützen | Top-Torschützen | Top-Torschützen |
| Platz           | Spieler         | Tore            |
| --------------- | --------------- | --------------- |
| 1.              | Jens Hergt      | 179             |
| 2.              | Stephan Petry   | 175             |
| 3.              | Dean Fedorchuk  | 166             |
| 4.              | Ralf Stärk      | 151             |
| 5.              | Jaroslav Majer  | 138             |

| Top-Vorlagengeber | Top-Vorlagengeber | Top-Vorlagengeber |
| Platz             | Spieler           | Vorlagen          |
| ----------------- | ----------------- | ----------------- |
| 1.                | Jens Hergt        | 240               |
| 2.                | Mario Naster      | 221               |
| 3.                | Ralf Stärk        | 200               |
| 4.                | Ladislav Strompf  | 188               |
| 5.                | Dean Fedorchuk    | 162               |

| Strafminuten | Strafminuten     | Strafminuten |
| Platz        | Spieler          | Minuten      |
| ------------ | ---------------- | ------------ |
| 1.           | Stephan Petry    | 787          |
| 2.           | Ole Kopitz       | 434          |
| 3.           | Daniel Walther   | 429          |
| 4.           | Andreas Halfmann | 400          |
| 5.           | Marco Heinrichs  | 324          |

 grün hinterlegte Spieler sind noch für den EHC Neuwied aktiv
(alle Statistiken befinden sich auf dem Stand zum Ende der Saison 2011/12)

### Teilnahmen von Spielern am ESBG All-Star Game
Das ESBG All-Star Game fand von 2006 bis 2008 jährlich statt und vereinte die besten Spieler der 2. Bundes- und Oberliga.
| Teilnahme am All-Star-Game während der Teamzugehörigkeit | Teilnahme am All-Star-Game während der Teamzugehörigkeit | Teilnahme am All-Star-Game während der Teamzugehörigkeit | Teilnahme am All-Star-Game während der Teamzugehörigkeit | Teilnahme am All-Star-Game während der Teamzugehörigkeit |
| Name                                                     | Position                                                 | Teilnahme                                                | Team                                                     |                                                          |
| -------------------------------------------------------- | -------------------------------------------------------- | -------------------------------------------------------- | -------------------------------------------------------- | -------------------------------------------------------- |
| Georg Havlík                                             | Verteidiger                                              | 2006                                                     | Team United Nations                                      |                                                          |

## Trainer seit 1990
| Bisherige Trainer      | Bisherige Trainer   |
| EHC Neuwied            | EHC Neuwied         |
| ---------------------- | ------------------- |
| 1990–1991              | Antonin Vesecky     |
| 1991–1992              | Bernd Arnold        |
| 1992–1993              | Fred Holger         |
| 1993–1994              | Alexander Wolkow    |
| 1994–1995              | Eugen Niesporek     |
| 1995–1999              | Ľubomír Pokovič     |
| 1999–2000              | Petteri Lehmussaari |
| SC Mittelrhein-Neuwied |                     |
| 1999–2001              | Rudolf Macko        |
| 2001–2003              | Fabian Dahlem       |
| 2003–2005              | Fred Carroll        |
| 2005–2006              | Alexej Šulák        |
| VFE Neuwied            |                     |
| 2006–2007              | Arno Lörsch         |
| EHC Neuwied            |                     |
| 2007–2009              | Arno Lörsch         |
| 2009–2010              | Markus Fischer      |
| 2010–2011              | Jens Hergt          |
| 2011–2012              | Bernd Arnold        |
| 2012–2015              | Arno Lörsch         |
| 2015–2016              | Craig Streu         |
| 2016–2017              | Jens Hergt          |
| 2017–2019              | Daniel Benske       |
| 2019–2023              | Alexej (Leos) Šulák |
| 2023–2023              | Andres Lupzig       |
| 2023–2025              | Alexej (Leos) Šulák |
| seit 2025              | Jeffrey van Iersel  |

In der Saison 1990/91 war der Tscheche Antonin Vesecky Trainer des EHC, bevor für die folgende Spielzeit Bernd Arnold als Spielertrainer zu den Bären kam. Nach dem verpassten Oberliga-Aufstieg wurde dann zur Saison 1992/93 ein neuer Trainer verpflichtet. Fred Holger sollte damals den EHC Neuwied in die Oberliga führen. Für diese erste Oberliga-Saison 1993/94 wurde allerdings mit dem Russen Alexander Wolkow ein neuer Trainer verpflichtet.
Zur Saison 1995/96 wechselte der Slowake Ľubomír Pokovič vom REV Bremerhaven nach Neuwied. Dort übernahm er das Traineramt von Eugen Niesporek und führte die Bären mit zwei Meistertiteln in der 1. Liga und dem Gewinn des DEB-Ligapokals 1997 zu den größten Erfolgen in der Neuwieder Eishockeygeschichte. Nach der Saison 1998/99 verließ er den Verein, um in die Slowakei zurückzugehen, wo er den HC Slovan Bratislava betreute. Neuer Trainer des EHC wurde der von den Bietigheim Steelers kommende Petteri Lehmussaari, der das Traineramt bis zur Insolvenz des EHC Neuwied innehatte.
Beim Neuanfang des SC Mittelrhein in der Saison 2000/01 stand der Slowake Rudolf Macko hinter der Bande der Bären, der in der Regionalliga Rheinland-Pfalz/Hessen parallel als Spieler zum Einsatz kam. In der Regionalliga NRW war er jedoch nicht spielberechtigt. Macko gelang 2001 mit dem SC Mittelrhein der Aufstieg in die Oberliga. Ab dem 11. Spieltag standen die Bären auf einem Abstiegsplatz und dem Slowaken gelang es nicht, die Mannschaft von den Abstiegsrängen wegzuführen. Daraufhin wurde er nach dem 24. Spieltag durch den ehemaligen EHC-Torwart Fabian Dahlem als Trainer ersetzt. Der SC Mittelrhein-Neuwied war, wie auch bei Macko, die erste Trainerstation von Dahlem, dem es gelang, den Verein in die Play-offs zu führen, wo die Bären im Viertelfinale scheiterten. In der Folgesaison erreichte Dahlem mit der Mannschaft nochmals das Viertelfinale und scheiterte dort erneut mit seinem Team. Am Saisonende verließ Dahlem den Verein und wurde Trainer beim Zweitligisten ESV Kaufbeuren.
Neuer Trainer der Bären wurde der Kanadier Fred Carroll, der im Vorjahr Spielertrainer beim Regionalligisten EHC Leipziger Eislöwen war. Der Kanadier blieb zwei Jahre in Neuwied und erreichte mit der Mannschaft das Viertelfinale in der Oberliga 2004/05. Anschließend wechselte Carroll zum Zweitligisten Lausitzer Füchse und wurde zur Saison 2005/06 durch Alexej Šulák ersetzt, der die Mannschaft bis zur Insolvenz des SC Mittelrhein-Neuwied betreute.
Von 2006 bis November 2009 war Arno Lörsch Trainer in Neuwied. Er trainierte nicht nur den VFE Neuwied und den neu gegründeten EHC Neuwied, sondern seit 2000/01 auch die zweite Mannschaft des SC Mittelrhein. Von 1989 bis 1993 war Lörsch Spieler beim „alten“ EHC Neuwied und nach Beendigung seiner aktiven Laufbahn 1993/94 Co-Trainer des EHC in der Regionalliga Mitte. Kommissarisch übernahm Markus Fischer das Traineramt des Regionalligisten, während Lörsch den Bären als sportlicher Leiter erhalten blieb. In der Saison 2010/11 hatte Jens Hergt das Traineramt inne, der im März 2011 kurzzeitig nochmal von Markus Fischer vertreten wurde, da Hergt in den Play-downs für vier Begegnungen als Spieler bei den Bären aushalf. Für die Spielzeit 2011/12 wurde Bernd Arnold als neuer Trainer verpflichtet, der bereits von 1992 bis 1994 als Manager und Trainer für den EHC Neuwied tätig war. Jens Hergt war anschließend wieder für den EHC als Spieler aktiv. Der Vertrag mit Arnold wurde nach einem schwachen Saisonstart in die Saison 2012/13 in beiderseitigem Einvernehmen aufgelöst.

## Spielstätte

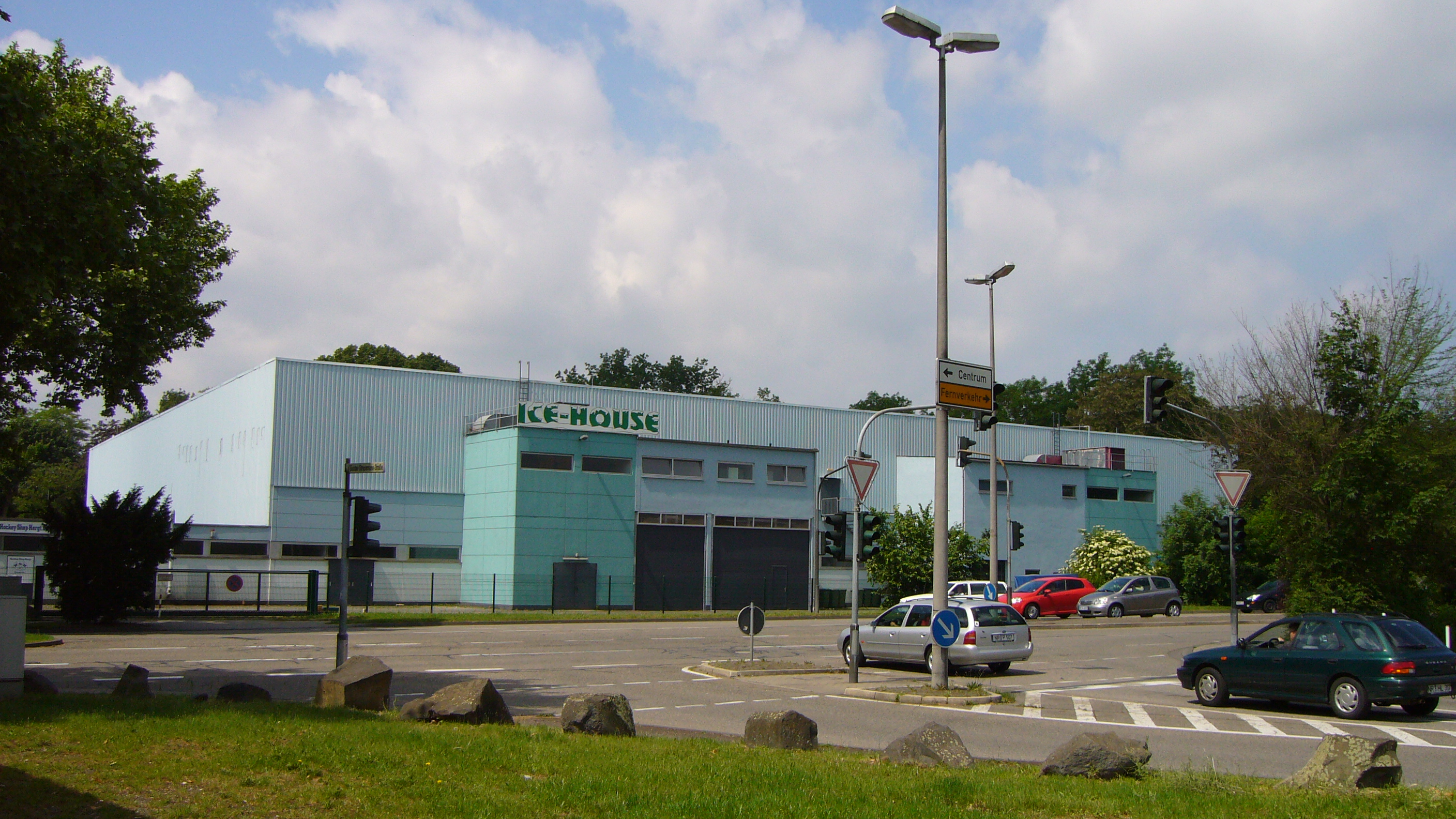
Das Icehouse: Heimspielstätte des EHC Neuwied

Seine Heimspiele trägt der EHC Neuwied im 2.108 Zuschauer fassenden „Icehouse“, der ehemaligen „Eishalle Neuwied“ aus. 1998 wurde die Halle komplett renoviert und mit einer neuen Tribüne, neuen Gastronomieeinrichtungen sowie einem verbesserten VIP-Bereich ausgestattet. Die Baukosten beliefen sich nach Angaben des Vereins auf eine halbe Million DM, durch die Erweiterung der Steh- und Sitzplätze konnte zudem erstmals eine Zuschauerkapazität von über 2.000 Plätzen erreicht werden.
Nach dem Rückgang der Zuschauerzahlen in der Saison 2002/03 sowie der Verweigerung weiterer Zuschüsse durch die Landesregierung und gescheiterter Verkaufsverhandlungen des bisherigen Halleneigentümers Klaus Weidemann mit der Kommune, drohte der Arena im Sommer 2003 die Schließung. Nachdem das Land Rheinland-Pfalz schließlich erklärte, die Kommune beim Kauf der Halle zu unterstützen, konnte die Zukunft des Stadions jedoch zunächst gesichert werden. Nach einer Unterschriftenaktion der Fans wurde jedoch im Sommer 2006 ein Konzept zum Kauf des Eisstadions durch die Arbeiterwohlfahrt zerschlagen.
Nachdem die Stadt im Juli 2007 ein Eiszeitenkontingent in Höhe der jährlichen Vereinszuschüsse gemietet hatte, stimmte der neue Eigentümer der Halle, Uwe Weidemann, einer erneuten Sanierung zu. Im Juli 2016 entschloss sich der Eigentümer – Uwe Weidemann – anstelle des ursprünglich vorgesehenen Verkaufs der Halle den Vertrag mit der Betreiberin SAM Sportanlagenmanagement GmbH (Geschäftsführer Arno Kuhlendahl) für weitere 5 Jahre zu verlängern.
Im Oktober 2021 wurde die die Liegenschaft von Uwe Weidemann an die Eishalle Neuwied gGmbH veräußert. Der Pachtvertrag mit der Betreibergesellschaft SAM Sportanlagenmanagment GmbH (Geschäftsführerin Frau Christine Schanz) wurde in 2024 langfristig verlängert.

## Vereinskultur

### Fans
Zu Zeiten des alten EHC in der 1. Liga Nord/2. Bundesliga und während der Oberligazeit des SCM war das Icehouse oftmals nahezu ausverkauft. Auch in der Saison 2007/08 war der Zuschauerdurchschnitt beim neuen EHC um ein Vielfaches höher als in der Landesliga üblich. Zwei Heimspiele (gegen Grefrath und Herford) wurden von jeweils über tausend Zuschauern besucht. Zu den etablierten Fanorganisationen in Neuwied zählen Die Galgenvögel sowie der Verein Pro-Eishockey-Neuwied e. V., welcher den EHC finanziell und personell, beispielsweise durch Ordnerdienste, unterstützt.
Rund um den EHC Neuwied gibt es aktuell acht Fanclubs, die teilweise schon zu Zeiten des „alten“ EHC Neuwied oder SC Mittelrhein-Neuwied bestanden.

### Rivalitäten und Freundschaften
Überwiegend Mitte bis Ende der 90er waren die Bären mit den Fans des Ligakonkurrenten EHC Trier verfeindet. Später entstand zudem eine sehr starke Rivalität mit den Fans des Iserlohner EC, die auf das Ligapokalfinale 1997 zurückgeht, als die Neuwieder bei der Siegerehrung von den Iserlohner Fans ausgepfiffen wurden. Da es seit längerer Zeit keine Aufeinandertreffen zwischen diesen Vereinen gab, ruhen die jeweiligen Rivalitäten. Das angespannte Verhältnis zu Iserlohn lebte wieder auf, als der EHC Neuwied im Rahmen des Regionalliga-Pokal NRW im Januar und Februar 2009 auf die 2. Mannschaft des Iserlohner EC traf. In der Saison 2010/11 standen sich die 2. Mannschaft aus Iserlohn und die Neuwieder erneut als Ligakonkurrent gegenüber und spielten in der zweiten Play-down-Runde den Absteiger in die Verbandsliga NRW aus.
Verschiedene Neuwieder Fangruppen und Fanclubs unterhalten Freundschaften zu Fangruppen anderer Vereine wie beispielsweise den Füchsen Duisburg und den Lausitzer Füchsen.